# سرخس تابیده
سرخس تابیده (نام علمی: Platyzoma microphyllum) نام یک گونه از تیره پرسرخسیان است.